# Maurice Anthony Wingfield
Maurice Anthony Wingfield, britanski general, * 1883, † 1956.